# Beata wickhami
Beata wickhami är en spindelart som först beskrevs av George William Peckham och Elizabeth Maria Gifford Peckham 1894.  Beata wickhami ingår i släktet Beata och familjen hoppspindlar. Inga underarter finns listade.